# 52 minutes
52 minutes est une émission de télévision humoristique animée par Vincent Kucholl et Vincent Veillon et diffusée sur RTS Un depuis septembre 2020. L'émission reprend le concept 26 minutes (2015-2017) et 120 minutes (2018-2020) : c'est un faux magazine d'actualité qui passe en revue les faits marquants des semaines écoulées, en Suisse et dans le monde. Dans chaque émission, une personnalité réelle est invitée et confrontée le plus souvent à un des personnages de fictions interprétés par Vincent Kucholl.

## Historique
| Années      | Émission     | Diffusion                 |
| ----------- | ------------ | ------------------------- |
| 2011-2014   | 120 secondes | Quotidienne, Couleur 3    |
| 2015-2017   | 26 minutes   | Hebdomadaire, RTS Un      |
| 2018-2020   | 120 minutes  | Mensuelle, RTS Un         |
| Depuis 2018 | 120 secondes | Hebdomadaire, La Première |
| Depuis 2020 | 52 minutes   | Bimensuelle, RTS Un       |

### 26 minutes
Entre janvier 2015 et décembre 2017, l'émission est diffusée tous les samedis sur RTS Un (Radio télévision suisse) à 20 h 10. L'émission est enregistrée le vendredi au Club Chauderon 18 à Lausanne, en public.
L'émission 26 minutes rencontre un vif succès dès sa première année, étant donné que les deux présentateurs animaient aussi l'émission 120 secondes sur Couleur 3.
En mai 2017, « les deux Vincents » annoncent la fin de l'émission en décembre pour se remettre à la scène dans un nouveau spectacle en 2018 intitulé « Le Fric ».
La 100e et dernière édition de 26 minutes est une émission spéciale de près de deux heures diffusée en direct le 16 décembre 2017.

### 120 minutes
Vincent Kucholl et Vincent Veillon font leur retour à la télévision en septembre 2018 dans l'émission mensuelle 120 minutes. Elle est diffusée chaque 2e samedi du mois à 20 h 10 sur RTS Un. La dernière émission est diffusée le 13 juin 2020.

### 52 minutes
L'émission 52 minutes est diffusée toutes les deux semaines à partir du samedi 5 septembre 2020. Elle contient une chronique « Suisse ? » sur le pays présentée par le journaliste français David Castello-Lopes.

## Personnages cultes
Sauf précision contraire, les personnages sont interprétés par Vincent Kucholl alors que Vincent Veillon est l'interviewer, dont certains paysages récurrents tels que :
- Stève Berclaz, dirigeant de l'entreprise de construction « Berclaz Construction » à Sembrancher ; musicien du groupe de metal valaisan Black Lion Genocide ; président de l'association de supporters du FC Sion section Sembrancher - sud d'Orsières[5]
- Karl-Heinz Inäbnit, lieutenant-colonel et instructeur de l'armée suisse[5], suppléant du commandant (constamment indisponible) de la place d'armes de Bure.
- « Sè » Jaquet (Sébastien ou Serge), toxicomane de la place de la Riponne à Lausanne[5]
- Gilles Surchat, habitant de Reconvilier après avoir été chassé de Bourrignon (parfois accompagné de sa sœur Fabienne)[5].
- Klaxon, musicien de rue
- Julien Bovey, professeur à l'école P.F. Ramuz